# EHF Challenge Cup der Frauen 2018/19
Am EHF Challenge Cup 2018/19 nahmen 31 Handball-Vereinsmannschaften teil, die sich in der vorangegangenen Saison in ihren Heimatländern für den Wettbewerb qualifiziert hatten. Die 19. Austragung des Challenge Cups, der am 10. November 2018 begann, gewann die spanische Mannschaft Rocasa Gran Canaria ACE. Der Titelverteidiger war die polnische Mannschaft MKS Lublin.

## Runde 1
Die erste Runde wurde nicht ausgetragen.

## Runde 2
Die zweite Runde wurde nicht ausgetragen.

## Runde 3
Es nahmen 30 Mannschaften an der 3. Runde teil.
Die Auslosung der 3. Runde fand am 17. Juli 2018 in Wien statt.
Die Hin- und Rückspiele fanden an den Wochenenden 10.–11. sowie 17.–18. November 2018 statt.

### Qualifizierte Teams
| - Azeryol Handball Club - Fémina Visé - ŽRK Krivaja - HK Homel - A.C. Latsia Nicosia - Rincón Fertilidad Málaga - Helsingfors IFK - ŽRK Bjelovar - ŽRK Koka - Valur Reykjavík - Holon Handball Club - Maccabi Srugo Rishon Lezion - PF Cassano Magnago - KHF Istogu - ACME-Žalgiris Kaunas | - ŽRK Kumanovo - ŽRK Pelister 2012 - La Salle HC - Geonius V&L - HV Quintus - SPR Pogoń Szczecin - Alavarium/Love Tiles - SIR 1º Maio/ADA CJ Barros - ŽRK Z’dežele - ŽRK Naisa Niš - Boden Handboll IF - Kristianstad HK - DHB Rotweiss Thun - Ankara Yenimahalle BSK - Polatlı Belediyespor |

### Ausgeloste Spiele und Ergebnisse
| Mannschaft 1                                    | Mannschaft 2                                 | Hinspiel             | Rückspiel            | Gesamt  |
| ----------------------------------------------- | -------------------------------------------- | -------------------- | -------------------- | ------- |
| DHB Rotweiss Thun Weibelová 17                  | Rincón Fertilidad Málaga Boada Coronado 14   | 10.11.2018 17:00 Uhr | 17.11.2018 18:30 Uhr | 50 : 53 |
| DHB Rotweiss Thun Weibelová 17                  | Rincón Fertilidad Málaga Boada Coronado 14   | 28 : 28 (13 : 11)    | 22 : 25 (08 : 15)    | 50 : 53 |
| DHB Rotweiss Thun Weibelová 17                  | Rincón Fertilidad Málaga Boada Coronado 14   | 300 Zuschauer        | 750 Zuschauer        | 50 : 53 |
| ACME-Žalgiris Kaunas Kniubaitė 18               | HK Homel Kozina 14                           | 10.11.2018 11:00 Uhr | 17.11.2018 17:00 Uhr | 57 : 65 |
| ACME-Žalgiris Kaunas Kniubaitė 18               | HK Homel Kozina 14                           | 31 : 35 (16 : 18)    | 26 : 30 (12 : 15)    | 57 : 65 |
| ACME-Žalgiris Kaunas Kniubaitė 18               | HK Homel Kozina 14                           | 50 Zuschauer         | 800 Zuschauer        | 57 : 65 |
| La Salle HC Kalla 19                            | ŽRK Pelister 2012 Jankulovska 12             | 11.11.2018 16:00 Uhr | 18.11.2018 18:00 Uhr | 44 : 57 |
| La Salle HC Kalla 19                            | ŽRK Pelister 2012 Jankulovska 12             | 24 : 30 (12 : 17)    | 20 : 27 (10 : 13)    | 44 : 57 |
| La Salle HC Kalla 19                            | ŽRK Pelister 2012 Jankulovska 12             | 282 Zuschauer        | 550 Zuschauer        | 44 : 57 |
| A.C. Latsia Nicosia Ecaterinescu 10             | ŽRK Koka Jalušić 14                          | 16.11.2018 18:00 Uhr | 18.11.2018 17:00 Uhr | 38 : 67 |
| A.C. Latsia Nicosia Ecaterinescu 10             | ŽRK Koka Jalušić 14                          | 18 : 32 (08 : 17)    | 20 : 35 (10 : 20)    | 38 : 67 |
| A.C. Latsia Nicosia Ecaterinescu 10             | ŽRK Koka Jalušić 14                          | 530 Zuschauer        | 700 Zuschauer        | 38 : 67 |
| Polatlı Belediyespor Horvat 13                  | Maccabi Srugo Rishon Lezion Anastácio 28     | 11.11.2018 13:00 Uhr | 17.11.2018 15:45 Uhr | 53 : 60 |
| Polatlı Belediyespor Horvat 13                  | Maccabi Srugo Rishon Lezion Anastácio 28     | 26 : 24 (17 : 12)    | 27 : 36 (08 : 20)    | 53 : 60 |
| Polatlı Belediyespor Horvat 13                  | Maccabi Srugo Rishon Lezion Anastácio 28     | 1.200 Zuschauer      | 700 Zuschauer        | 53 : 60 |
| SPR Pogoń Szczecin Zawistowska 8                | Helsingfors IFK Cainberg 15                  | 11.11.2018 16:00 Uhr | 12.11.2018 18:00 Uhr | 54 : 43 |
| SPR Pogoń Szczecin Zawistowska 8                | Helsingfors IFK Cainberg 15                  | 33 : 22 (16 : 09)    | 21 : 21 (09 : 11)    | 54 : 43 |
| SPR Pogoń Szczecin Zawistowska 8                | Helsingfors IFK Cainberg 15                  | 1.000 Zuschauer      | 600 Zuschauer        | 54 : 43 |
| HV Quintus Hage 14                              | Valur Reykjavík Þorkelsdóttir, Thompson je 7 | 10.11.2018 19:00 Uhr | 11.11.2018 16:00 Uhr | 45 : 40 |
| HV Quintus Hage 14                              | Valur Reykjavík Þorkelsdóttir, Thompson je 7 | 24 : 20 (13 : 08)    | 21 : 20 (11 : 09)    | 45 : 40 |
| HV Quintus Hage 14                              | Valur Reykjavík Þorkelsdóttir, Thompson je 7 | 550 Zuschauer        | 600 Zuschauer        | 45 : 40 |
| KHF Istogu Kameri 16                            | PF Cassano Magnago Cobianchi 15              | 17.11.2018 20:00 Uhr | 18.11.2018 17:00 Uhr | 49 : 45 |
| KHF Istogu Kameri 16                            | PF Cassano Magnago Cobianchi 15              | 26 : 24 (13 : 10)    | 23 : 21 (12 : 09)    | 49 : 45 |
| KHF Istogu Kameri 16                            | PF Cassano Magnago Cobianchi 15              | 800 Zuschauer        | 600 Zuschauer        | 49 : 45 |
| ŽRK Bjelovar Gašparović 9                       | Kristianstad HK Jacobsen 11                  | 09.11.2018 19:00 Uhr | 10.11.2018 19:00 Uhr | 45 : 49 |
| ŽRK Bjelovar Gašparović 9                       | Kristianstad HK Jacobsen 11                  | 23 : 22 (12 : 11)    | 22 : 27 (08 : 14)    | 45 : 49 |
| ŽRK Bjelovar Gašparović 9                       | Kristianstad HK Jacobsen 11                  | 1.300 Zuschauer      | 1.500 Zuschauer      | 45 : 49 |
| Ankara Yenimahalle BSK Türkoğlu 12              | Azeryol Handball Club Gasimova 11            | 17.11.2018 17:00 Uhr | 18.11.2018 17:00 Uhr | 60 : 54 |
| Ankara Yenimahalle BSK Türkoğlu 12              | Azeryol Handball Club Gasimova 11            | 29 : 30 (17 : 17)    | 31 : 24 (18 : 08)    | 60 : 54 |
| Ankara Yenimahalle BSK Türkoğlu 12              | Azeryol Handball Club Gasimova 11            | 500 Zuschauer        | 750 Zuschauer        | 60 : 54 |
| ŽRK Kumanovo Dabevska 7                         | Geonius V&L Beijers 12                       | 10.11.2018 18:00 Uhr | 11.11.2018 18:00 Uhr | 36 : 70 |
| ŽRK Kumanovo Dabevska 7                         | Geonius V&L Beijers 12                       | 15 : 39 (08 : 19)    | 21 : 31 (10 : 16)    | 36 : 70 |
| ŽRK Kumanovo Dabevska 7                         | Geonius V&L Beijers 12                       | 1.500 Zuschauer      | 1.000 Zuschauer      | 36 : 70 |
| ŽRK Krivaja Lazendić 10                         | Alavarium/Love Tiles Monteiro 17             | 17.11.2018 18:30 Uhr | 18.11.2018 18:30 Uhr | 37 : 62 |
| ŽRK Krivaja Lazendić 10                         | Alavarium/Love Tiles Monteiro 17             | 17 : 35 (08 : 16)    | 20 : 27 (08 : 16)    | 37 : 62 |
| ŽRK Krivaja Lazendić 10                         | Alavarium/Love Tiles Monteiro 17             | 550 Zuschauer        | 550 Zuschauer        | 37 : 62 |
| ŽRK Z’dežele Čerenjak 15                        | Boden Handboll IF Masna, Johansson je 11     | 17.11.2018 15:00 Uhr | 18.11.2018 13:00 Uhr | 55 : 66 |
| ŽRK Z’dežele Čerenjak 15                        | Boden Handboll IF Masna, Johansson je 11     | 27 : 27 (15 : 17)    | 28 : 39 (14 : 22)    | 55 : 66 |
| ŽRK Z’dežele Čerenjak 15                        | Boden Handboll IF Masna, Johansson je 11     | 641 Zuschauer        | 631 Zuschauer        | 55 : 66 |
| SIR 1º Maio/ADA CJ Barros Fernandes, Gomes je 9 | ŽRK Naisa Niš Petković 11                    | 11.11.2018 16:00 Uhr | 12.11.2018 20:00 Uhr | 40 : 58 |
| SIR 1º Maio/ADA CJ Barros Fernandes, Gomes je 9 | ŽRK Naisa Niš Petković 11                    | 17 : 28 (05 : 13)    | 23 : 30 (10 : 14)    | 40 : 58 |
| SIR 1º Maio/ADA CJ Barros Fernandes, Gomes je 9 | ŽRK Naisa Niš Petković 11                    | 300 Zuschauer        | 300 Zuschauer        | 40 : 58 |
| Holon Handball Club Ohaekwe 15                  | Fémina Visé Clermont 18                      | 10.11.2018 18:00 Uhr | 11.11.2018 17:00 Uhr | 45 : 52 |
| Holon Handball Club Ohaekwe 15                  | Fémina Visé Clermont 18                      | 23 : 26 (09 : 11)    | 22 : 26 (04 : 17)    | 45 : 52 |
| Holon Handball Club Ohaekwe 15                  | Fémina Visé Clermont 18                      | 400 Zuschauer        | 400 Zuschauer        | 45 : 52 |

## Achtelfinale
Es nahmen 16 Mannschaften am Achtelfinale teil.
Die Auslosung der Achtelfinalspiele fand am 22. November 2018 in Wien statt.
Die Hin- und Rückspiele fanden an den Wochenenden 2.–3. sowie 9.–10. Februar 2019 statt.

### Qualifizierte Teams
| - Fémina Visé - HK Homel - Rincón Fertilidad Málaga - Rocasa Gran Canaria ACE - ŽRK Koka - Maccabi Srugo Rishon Lezion - KHF Istogu - ŽRK Pelister 2012 | - Geonius V&L - HV Quintus - SPR Pogoń Szczecin - Alavarium/Love Tiles - ŽRK Naisa Niš - Boden Handboll IF - Kristianstad HK - Ankara Yenimahalle BSK |

### Ausgeloste Spiele und Ergebnisse
| Mannschaft 1                                             | Mannschaft 2                      | Hinspiel             | Rückspiel            | Gesamt  |
| -------------------------------------------------------- | --------------------------------- | -------------------- | -------------------- | ------- |
| Maccabi Srugo Rishon Lezion Anastácio 22                 | Boden Handboll IF Nordmark 13     | 01.02.2019 17:00 Uhr | 02.02.2019 17:00 Uhr | 55 : 56 |
| Maccabi Srugo Rishon Lezion Anastácio 22                 | Boden Handboll IF Nordmark 13     | 26 : 26 (16 : 16)    | 29 : 30 (14 : 12)    | 55 : 56 |
| Maccabi Srugo Rishon Lezion Anastácio 22                 | Boden Handboll IF Nordmark 13     | 350 Zuschauer        | 350 Zuschauer        | 55 : 56 |
| Alavarium/Love Tiles Silva 17                            | SPR Pogoń Szczecin Cebula 15      | 02.02.2019 18:30 Uhr | 03.02.2019 18:30 Uhr | 51 : 73 |
| Alavarium/Love Tiles Silva 17                            | SPR Pogoń Szczecin Cebula 15      | 26 : 41 (16 : 23)    | 25 : 32 (11 : 14)    | 51 : 73 |
| Alavarium/Love Tiles Silva 17                            | SPR Pogoń Szczecin Cebula 15      | 350 Zuschauer        | 300 Zuschauer        | 51 : 73 |
| HK Homel Golubewa 12                                     | ŽRK Koka Ćurić 12                 | 02.02.2019 17:00 Uhr | 03.02.2019 17:00 Uhr | 62 : 41 |
| HK Homel Golubewa 12                                     | ŽRK Koka Ćurić 12                 | 30 : 18 (15 : 09)    | 32 : 23 (16 : 12)    | 62 : 41 |
| HK Homel Golubewa 12                                     | ŽRK Koka Ćurić 12                 | 600 Zuschauer        | 350 Zuschauer        | 62 : 41 |
| Rincón Fertilidad Málaga Gandulfo, De Almeida Menin je 9 | KHF Istogu Kameri 12              | 02.02.2019 18:30 Uhr | 03.02.2019 11:00 Uhr | 61 : 22 |
| Rincón Fertilidad Málaga Gandulfo, De Almeida Menin je 9 | KHF Istogu Kameri 12              | 40 : 09 (17 : 04)    | 21 : 13 (11 : 06)    | 61 : 22 |
| Rincón Fertilidad Málaga Gandulfo, De Almeida Menin je 9 | KHF Istogu Kameri 12              | 700 Zuschauer        | 250 Zuschauer        | 61 : 22 |
| Geonius V&L Janssen, Noordink je 10                      | HV Quintus A. Zwinkels 11         | 02.02.2019 19:30 Uhr | 09.02.2019 20:15 Uhr | 41 : 50 |
| Geonius V&L Janssen, Noordink je 10                      | HV Quintus A. Zwinkels 11         | 22 : 27 (13 : 13)    | 19 : 23 (05 : 11)    | 41 : 50 |
| Geonius V&L Janssen, Noordink je 10                      | HV Quintus A. Zwinkels 11         | 500 Zuschauer        | 450 Zuschauer        | 41 : 50 |
| ŽRK Pelister 2012 Jankulovska, Milosavljevikj je 11      | ŽRK Naisa Niš Pejović 12          | 09.02.2019 18:30 Uhr | 10.02.2019 18:30 Uhr | 50 : 67 |
| ŽRK Pelister 2012 Jankulovska, Milosavljevikj je 11      | ŽRK Naisa Niš Pejović 12          | 26 : 33 (12 : 13)    | 24 : 34 (12 : 17)    | 50 : 67 |
| ŽRK Pelister 2012 Jankulovska, Milosavljevikj je 11      | ŽRK Naisa Niš Pejović 12          | 700 Zuschauer        | 800 Zuschauer        | 50 : 67 |
| Rocasa Gran Canaria ACE Lusson Miranda 11                | Ankara Yenimahalle BSK Türkoğlu 9 | 02.02.2019 19:00 Uhr | 10.02.2019 16:00 Uhr | 57 : 45 |
| Rocasa Gran Canaria ACE Lusson Miranda 11                | Ankara Yenimahalle BSK Türkoğlu 9 | 33 : 23 (17 : 15)    | 24 : 22 (10 : 10)    | 57 : 45 |
| Rocasa Gran Canaria ACE Lusson Miranda 11                | Ankara Yenimahalle BSK Türkoğlu 9 | 498 Zuschauer        | 300 Zuschauer        | 57 : 45 |
| Fémina Visé Leonaers 11                                  | Kristianstad HK Carlström 13      | 09.02.2019 16:00 Uhr | 10.02.2019 13:00 Uhr | 31 : 52 |
| Fémina Visé Leonaers 11                                  | Kristianstad HK Carlström 13      | 17 : 27 (09 : 09)    | 14 : 25 (06 : 17)    | 31 : 52 |
| Fémina Visé Leonaers 11                                  | Kristianstad HK Carlström 13      | 300 Zuschauer        | 200 Zuschauer        | 31 : 52 |

## Viertelfinale
Im Viertelfinale nahmen die Gewinner der Achtelfinalpartien teil. Die Auslosung fand am 12. Februar 2019 in Wien statt.

### Qualifizierte Teams
| - HK Homel - Rincón Fertilidad Málaga - Rocasa Gran Canaria ACE - HV Quintus | - SPR Pogoń Szczecin - ŽRK Naisa Niš - Boden Handboll IF - Kristianstad HK |

| Mannschaft 1                        | Mannschaft 2                    | Hinspiel             | Rückspiel            | Gesamt  |
| ----------------------------------- | ------------------------------- | -------------------- | -------------------- | ------- |
| ŽRK Naisa Niš Pejović 18            | Kristianstad HK Carlström 15    | 09.03.2019 16:00 Uhr | 10.03.2019 15:00 Uhr | 52 : 58 |
| ŽRK Naisa Niš Pejović 18            | Kristianstad HK Carlström 15    | 25 : 35 (15 : 14)    | 27 : 23 (11 : 13)    | 52 : 58 |
| ŽRK Naisa Niš Pejović 18            | Kristianstad HK Carlström 15    | 148 Zuschauer        | 162 Zuschauer        | 52 : 58 |
| Rincón Fertilidad Málaga López 21   | HV Quintus van Steekelenburg 13 | 02.03.2019 18:00 Uhr | 10.03.2019 16:00 Uhr | 57 : 63 |
| Rincón Fertilidad Málaga López 21   | HV Quintus van Steekelenburg 13 | 26 : 29 (16 : 14)    | 31 : 34 (14 : 16)    | 57 : 63 |
| Rincón Fertilidad Málaga López 21   | HV Quintus van Steekelenburg 13 | 750 Zuschauer        | 800 Zuschauer        | 57 : 63 |
| Rocasa Gran Canaria ACE Rodríguez 9 | HK Homel Golubewa 14            | 02.03.2019 20:00 Uhr | 09.03.2019 18:00 Uhr | 45 : 44 |
| Rocasa Gran Canaria ACE Rodríguez 9 | HK Homel Golubewa 14            | 24 : 18 (12 : 10)    | 21 : 26 (12 : 11)    | 45 : 44 |
| Rocasa Gran Canaria ACE Rodríguez 9 | HK Homel Golubewa 14            | 520 Zuschauer        | 850 Zuschauer        | 45 : 44 |
| SPR Pogoń Szczecin Cebula 13        | Boden Handboll IF Johansson 10  | 02.03.2019 13:30 Uhr | 03.03.2019 15:00 Uhr | 55 : 49 |
| SPR Pogoń Szczecin Cebula 13        | Boden Handboll IF Johansson 10  | 28 : 22 (14 : 13)    | 27 : 27 (13 : 13)    | 55 : 49 |
| SPR Pogoń Szczecin Cebula 13        | Boden Handboll IF Johansson 10  | 287 Zuschauer        | 245 Zuschauer        | 55 : 49 |

## Halbfinale
Die Halbfinalspiele wurden ebenfalls am 12. Februar 2019 ausgelost.
| Mannschaft 1                         | Mannschaft 2                 | Hinspiel             | Rückspiel            | Gesamt  |
| ------------------------------------ | ---------------------------- | -------------------- | -------------------- | ------- |
| HV Quintus Hage 18                   | SPR Pogoń Szczecin Cebula 8  | 07.04.2019 16:00 Uhr | 13.04.2019 17:00 Uhr | 43 : 57 |
| HV Quintus Hage 18                   | SPR Pogoń Szczecin Cebula 8  | 21 : 25 (12 : 13)    | 22 : 32 (13 : 14)    | 43 : 57 |
| HV Quintus Hage 18                   | SPR Pogoń Szczecin Cebula 8  | 830 Zuschauer        | 600 Zuschauer        | 43 : 57 |
| Rocasa Gran Canaria ACE Rodríguez 16 | Kristianstad HK Carlström 11 | 07.04.2019 12:00 Uhr | 13.04.2019 16:00 Uhr | 53 : 37 |
| Rocasa Gran Canaria ACE Rodríguez 16 | Kristianstad HK Carlström 11 | 22 : 17 (11 : 10)    | 31 : 20 (17 : 11)    | 53 : 37 |
| Rocasa Gran Canaria ACE Rodríguez 16 | Kristianstad HK Carlström 11 | 600 Zuschauer        | 154 Zuschauer        | 53 : 37 |

## Finale
Es nahmen die zwei Sieger aus dem Halbfinale teil. Das Hinspiel fand am 5. Mai 2019 statt. Das Rückspiel fand am 12. Mai 2019 statt.

### Ausgeloste Spiele und Ergebnisse
| Mannschaft 1                           | Mannschaft 2                                   | Hinspiel           | Rückspiel          | Gesamt  |
| -------------------------------------- | ---------------------------------------------- | ------------------ | ------------------ | ------- |
| SPR Pogoń Szczecin 5 Spielerinnen je 6 | Rocasa Gran Canaria ACE Rodríguez Hernández 11 | 05.05.19 18:00 Uhr | 12.05.19 12:00 Uhr | 47 : 53 |
| SPR Pogoń Szczecin 5 Spielerinnen je 6 | Rocasa Gran Canaria ACE Rodríguez Hernández 11 | 23 : 30 (12 : 17)  | 24 : 23 (12 : 15)  | 47 : 53 |
| SPR Pogoń Szczecin 5 Spielerinnen je 6 | Rocasa Gran Canaria ACE Rodríguez Hernández 11 | 1.600 Zuschauer    | 1.500 Zuschauer    | 47 : 53 |

### Hinspiel
SPR Pogoń Szczecin - Rocasa Gran Canaria ACE  23 : 30 (12 : 17)
5. Mai 2019 in Stettin, Azoty Arena Szczecin, 1.600 Zuschauer.
SPR Pogoń Szczecin: Prünster, Wawrzynkowska, Krupa – Agbaba  (5), Blazević (4), Božović (4), Szynkaruk (4), Wołoszyk  (2), Cebula (1), Dežić (1), Płomińska (1), Urbańska (1), Zawistowska (1), Janas, Kochaniak , Noga
Rocasa Gran Canaria ACE: Hernández, Navarro – Lusson Miranda (7), Rodríguez Hernández    (7), Mbengue Rodríguez (5), Trojaola Cabezudo (4), Gonzalez Mendez  (3), Falcon Gonzalez  (1), Pérez Risco (1), Pizzo (1), Reyes (1), Macedo, Schuster, Toscano Sanchez
Schiedsrichter:  Maria Bennani, Safia Bennani

### Rückspiel
Rocasa Gran Canaria ACE - SPR Pogoń Szczecin  23 : 24 (15 : 12)
12. Mai 2019 in Telde, Pabellón Insular Rita Hernández, 1.500 Zuschauer.
Rocasa Gran Canaria ACE: Hernández, Navarro – Falcon Gonzalez (6), Mbengue Rodríguez (4), Pizzo (4), Rodríguez Hernández (4), Lusson Miranda  (3), Trojaola Cabezudo (2), Macedo, Gonzalez Mendez   , Pérez Risco , Reyes, Schuster , Toscano Sanchez
SPR Pogoń Szczecin: Prünster (1), Wawrzynkowska, Krupa – Cebula (5), Zawistowska (5), Blazević (2), Božović   (2), Kochaniak (2), Płomińska (2), Agbaba     (1), Dežić (1), Janas (1), Szynkaruk  (1), Urbańska (1), Wołoszyk , Noga
Schiedsrichter:  Ferenc Bonifert, Viktor Oláh